# 349606 Fleurance
349606 Fleurance este o planetă minoră (asteroid) din centura de asteroizi. A fost descoperită pe 26 octombrie 2008 la Vicques⁠(d) de Michel Ory⁠(d) și a fost numită după Fleurance. 
Obiectul prezintă o orbită caracterizată de o semiaxă mare de 2,4583027971826 UAi, o excentricitate de 0,16, o înclinație de 3,5 ° în raport cu ecliptica.